# Рейчъл Карпани
Рейчъл Ан Карпани (на английски: Rachael Ann Carpani) е австралийска филмова актриса.

## Биография и творчество
Родена е на 24 август 1980 г. в Сидни. Изпълнява ролята на Джоуди Маргарет Фаунтин–Маклауд в хитовия сериал Дъщерите на Маклауд (Mcleod's daughters).
Рейчъл има баща с италиански произход, а майка ѝ е австралийка. Пораства в имот близо до Дурал, в околията на Сидни Хилс. Харесвайки Джоуди, тя копнее за града, и когато семейството ѝ се мести да живее в САЩ, Рейчъл остава в Австралия, за да завърши университет и се премества в северната част на Сидни.
Агентът на Рейчъл отива при нея след училище в драматичния клуб, когато е била на 15 години и много скоро нейната актьорска кариера разцъфва. Рейчъл е щастлива да участва в телевизионни предавания и реклами, но никога не приема актьорството насериозно – идваща от академично семейство, училищните дейности са били винаги на първо място за нея.
Тя учи драма през последната си година във висшето училище и нейните маркирани места са в топ 10 в NSW. Тя се записва като бакалавър на хуманитарните науки, медия и студията на културата, учена степен, и също така прави значителна крачка в писането.
Тя не зачита своята последна година в университета и напуска, за да работи по Дъщерите на Маклауд, но се надява да се върне do honours във филмови студия в неопределено количество точки.
Когато получава ролята на Джоуди, Рейчъл казва „Бях толкова съкрушена и напипах извънредно голям късмет, когато открих че ще работя с актьори като Соня Тод и Джон Джаред“.
Рейчъл учи актьорско майсторство в Австралийския колеж за забавление, в университета Макгуайър и в компанията Drama Works. Нейната предишна телевизионна работа включва роли във „Вси Светии“(All Saints) и „В къщи и далеч“(Home and Away).
Рейчъл също така неотдавна имаше роля във филма „Мрази Алисън Ашли“ (Hating Alison Ashley), в ролята на Делта Гудрем.